# 4 Dywizja Piechoty (powstanie listopadowe)

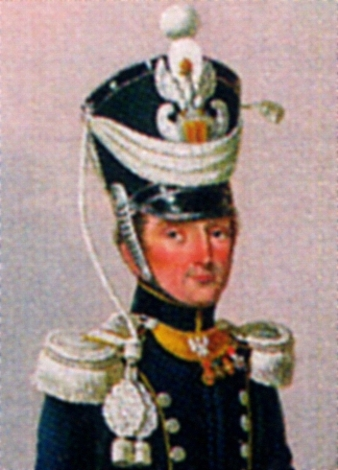
Piotr Szembek

4 Dywizja Piechoty – polski związek taktyczny, utworzony po wybuchu powstania listopadowego.

## Walki dywizji
W maju 1831 4 Dywizja Piechoty wzięła udział w wyprawie na gwardię rosyjską. 12 maja ześrodkowała w rejonie Kałuszyna. O świcie Rosjanie pod dowództwem feldmarsz. Dybicza wyparli z Kałuszyna dwa bataliony 3 pułku strzelców pieszych. 15 pułk piechoty bronił się w drugim rzucie wraz z 4 kompanią artylerii pozycyjnej. Osłaniał odwrót pułku grenadierów. Około południa dywizja wycofała się do Brzezin.
W połowie czerwca wzięła udział w wyprawie łysobyckiej (Jeziorzany) przeciwko rosyjskiemu korpusowi gen. Rydigera. Maszerowano przez Mienię, Wodyń, Osiny do Gułowa. Dalej działając w składzie lewej kolumny przez Serokomlę i Kock dywizja starała się okrążyć przeprawiające się przez Wieprz oddziały rosyjskie. Tymczasem 20 czerwca gen. Rydiger wykonał uderzenie uprzedzające na zachodnią kolumnę gen. Karola Turny. Możliwość koncentrycznego uderzenia przybyłej właśnie polskiej grupy gen. Ramorino oraz 4 DP i grupy kawalerii gen. Turny została zaprzepaszczona. Dowodzący polskim korpusem gen. Jankowski wydał rozkaz wycofania się do Woli Gułowskiej. Pod Potyczą przeprawiono się przez Wisłę i 23 czerwca dywizja wróciła do Warszawy.
W lipcu 4 DP i 2 DK gen. Turny skierowane zostały do Modlina celem obserwacji ruchów wojsk armii rosyjskiej. 10 lipca dywizja ruszyła dalej - do Płońska. Jej 15 pułk piechoty liniowej włączony został do załogi twierdzy Modlin. W miejsce 15 pp do 4 DP włączono 23 pułk piechoty liniowej.

## Skład i obsada personalna

### Dowódcy
- gen. dyw. Piotr Szembek[1][2] (26 stycznia – 17 marca 1831)
- gen. bryg. Henryk Otto Milberg[1] (17 marca – 4 października 1831)
- płk Feliks Breański (4 października – 5 października 1831)

### Struktura organizacyjna
23 stycznia – 26 kwietnia
- 1 brygada – pułkownik Julian Bieliński[1][a], płk Antoni Wroniecki
  - 1 Pułk Strzelców Pieszych (3 bataliony)
  - 3 Pułk Strzelców Pieszych (3 bataliony)
- 2 brygada – generał brygady Henryk Otto Milberg[2][1], gen. bryg. Ksawery Niesiołowski
  - Pułk Grenadierów (4 bataliony)

26 kwietnia – 10 czerwca
- 1 brygada – gen. bryg. Walenty Andrychiewicz
  - Pułk Grenadierów (4 bataliony)
  - 15 Pułk Piechoty Liniowej (2 bataliony)
- 2 brygada — płk K. Niesiołowski
  - 1 Pułk Strzelców Pieszych (3 bataliony)
  - 3 Pułk Strzelców Pieszych

Od 10 czerwca
- 1 brygada – gen. bryg. Walenty Andrychiewicz
  - 3 Pułk Strzelców Pieszych (3 bataliony)
  - 15 Pułk Piechoty Liniowej (3 bataliony)
- 1 brygada – gen. bryg. Antoni Wroniecki
  - Pułk Grenadierów (4 bataliony)
  - 23 Pułk Piechoty Liniowej (2 bataliony)